# Karbaminska kiselina
Karbaminska kiselina je jedinjenje koje je nestabilno pod normalnim uslovima. Ona je tehnički najjednostavnija aminokiselina, mada njena nestabilnost (i jedinstvena priroda karboksil-azotne veze) omogućavaju glicinu do poprimi taj status. Na osnovu njenog imena se formiraju imena većih analoga. Sama karbaminska kiselina nije bila sintetisana.
Radical se zove karbamoil. Karbamoiltransferaze su transferazni enzimi klasifikovan pod EC brojen 2.1.3.
- karbaminska kiselinska grupa
- karbamatna grupa
- karbamoilna grupa

Karbaminske kiseline su intermedijari u razlaganju karbamatnih zaštitnih grupa; hidroliza estarske veze proizvodi karbaminsku kiselinu, iz koje se izdvaja ugljen dioksid, čime nastaje nezaštićeni amin.

## Literatura
- Thomas L. Lemke. (2003). Review of organic functional groups : introduction to medicinal organic chemistry. Philadelphia, Pa.: Lippincott Williams & Wilkins. стр. 63.  978-0-7817-4381-5.
- R.K. Khanna, M.H. Moore. (1998). „A 55”. Carbamic acid: molecular structure and IR spectra (pii: S1386-1425(98)00228-5) (PDF). Greenbelt, MD.: Elsevier. стр. 961—967. Архивирано из оригинала (PDF) 09. 08. 2017. г. Приступљено 25. 09. 2011.